# Élections constituantes de 1945 dans l'Aude
Les élections constituantes françaises de 1945 se déroulent le 21 octobre.

## Mode de scrutin
Les députés sont élus selon le système de représentation proportionnelle suivant la règle de la plus forte moyenne dans le département, sans panachage ni vote préférentiel. 
Il y a 586 sièges à pourvoir.
Dans le département de l'Aude, quatre députés sont à élire.

## Élus
Les quatre députés élus sont : 
| Identité       | Parti | Parti |
| -------------- | ----- | ----- |
| Georges Guille |       | SFIO  |
| Marius Lacroix |       | SFIO  |
| Joseph Cerny   |       | PCF   |
| Albert Gau     |       | MRP   |

## Résultats

### Résultats à l'échelle du département
| Liste          | Liste                                            | Tête de liste  | Résultats | Résultats | Sièges | Sièges |
| Liste          | Liste                                            | Tête de liste  | Voix      | %         |        |        |
| -------------- | ------------------------------------------------ | -------------- | --------- | --------- | ------ | ------ |
|                | Section française de l'Internationale ouvrière   | Georges Guille | 51 002    | 40,03     | 2      |        |
|                | Parti communiste français                        | Joseph Cerny   | 33 741    | 26,48     | 1      |        |
|                | Mouvement républicain populaire                  | Albert Gau     | 22 354    | 17,54     | 1      |        |
|                | Parti républicain, radical et radical-socialiste | Henri Gout     | 20 317    | 15,95     | -      |        |
|                |                                                  |                |           |           |        |        |
| Inscrits       | Inscrits                                         | Inscrits       | 166 515   | 100,00    | 4      |        |
| Votants        | Votants                                          | Votants        | 129 986   | 78,06     |        |        |
| Blancs et nuls | Blancs et nuls                                   | Blancs et nuls | 2 572     | 1,98      |        |        |
| Exprimés       | Exprimés                                         | Exprimés       | 127 414   | 98,02     |        |        |